# Earthrise
Earthrise ("izlazak Zemlje") je naziv dan NASA-inoj slici AS8-14-2383HR koju je snimio William Anders tijekom Apollo 8 misije na Mjesec, 24. prosinca 1968. Apollo 8 nije sletio na Mjesec - ova je slika načinjena iz orbite.
Valja uočiti da se s površine Mjeseca ustvari ne može vidjeti Zemljin "izlazak" na način na koji se vidi izlazak Sunca ili Mjeseca sa Zemlje. S obzirom na to da je Mjesec plimno zaključan sa Zemljom, uvijek se vidi ista strana Mjeseca, i na bilo kojoj Mjesečevoj lokaciji se Zemlja nalazi na manje-više fiksnoj poziciji na nebu.
Galen Rowell je rekao da je to "najutjecajnija okolišna fotografija ikad snimljena.".

## Vanjske poveznice
|  | Zajednički poslužitelj ima još gradiva o temi Earthrise |